# Balatonföldvár
Balatonföldvár è una città di 2.091 abitanti situata nella contea di Somogy, nell'Ungheria centro-occidentale.

## Amministrazione

### Gemellaggi
- Gaienhofen, Germania
- Steckborn, Svizzera
- Saint-Georges-de-Didonne, Francia
- Kühbach, Germania
- Ylöjärvi, Finlandia
- Zetea, Romania